# Sveriges nationella minoriteter
Sveriges nationella minoriteter är judar, romer, samer, sverigefinnar och tornedalingar. Detta genom åtaganden som Sverige gjort i enlighet  med Europarådets Ramkonvention om skydd för nationella minoriteter. För att få status som nationell minoritet i Sverige har riksdagen beslutat att man ska:
- vara en grupp med en uttalad samhörighet, som går att urskilja från den övriga befolkningen
- ha en religiös, språklig, traditionell eller kulturell särart, som den inte delar med andra
- ha en uttalad vilja att behålla sin identitet
- ha historiska eller långvariga band med Sverige.

De fem nationella minoriteterna anses utgöra en "levande del av det svenska samhället och kulturarvet". Detta eftersom de aktivt värnat sin kultur och sitt språk.
I lagen om nationella minoriteter och minoritetsspråk (2009:724) regleras de nationella minoriteternas rättigheter.

## Omfattning
I Sverige är registrering av etnicitet förbjuden. Därför saknas exakt statistik för hur många som tillhör de olika nationella minoriteterna. Vem eller vilka som tillhör de olika nationella minoriteterna bygger istället på den så kallade självidentifikationsprincipen. Det innebär att "varje individ själv avgör om hen tillhör någon eller några av de nationella minoriteterna och vill göra anspråk på det skydd och stöd som samhället erbjuder. Samhället kan inte ställa krav på någon att styrka sin tillhörighet till en eller flera minoriteter". År 2019 uppskattades dock att cirka tio procent av Sveriges befolkning tillhörde en eller flera nationella minoriteter. Enligt uppgifter hämtade 2023 fördelades de olika minoritetsgrupperna i Sverige så här:
| Nationell minoritet | Antal (2023)    |
| ------------------- | --------------- |
| Judar               | 20 000–25 000   |
| Romer               | 50 000–100 000  |
| Samer               | 20 000–35 000   |
| Sverigefinnar       | 450 000–600 000 |
| Tornedalingar       | 50 000          |

Konventionerna medför olika skyldigheter för myndigheter. Dessutom har SVT och SR skyldighet att sända program på dessa språk. Det skall finnas möjligheter till forsknings-, kultur- och litteraturstöd på alla fem språk samt rätt för enskilda personer att använda samiska, finska och meänkieli i kontakt med myndigheter, och skyldighet att erbjuda skolundervisning och äldreomsorg på språken. Det sistnämnda gäller bara de geografiska områden där de tre språken har territoriell status.
Sverige har inte ratificerat ILO:s konvention 169 om urfolks rättigheter, vilket bland annat skulle stärka samernas rätt att som ursprungsbefolkning förvalta sina traditionella marker.

## Bakgrund

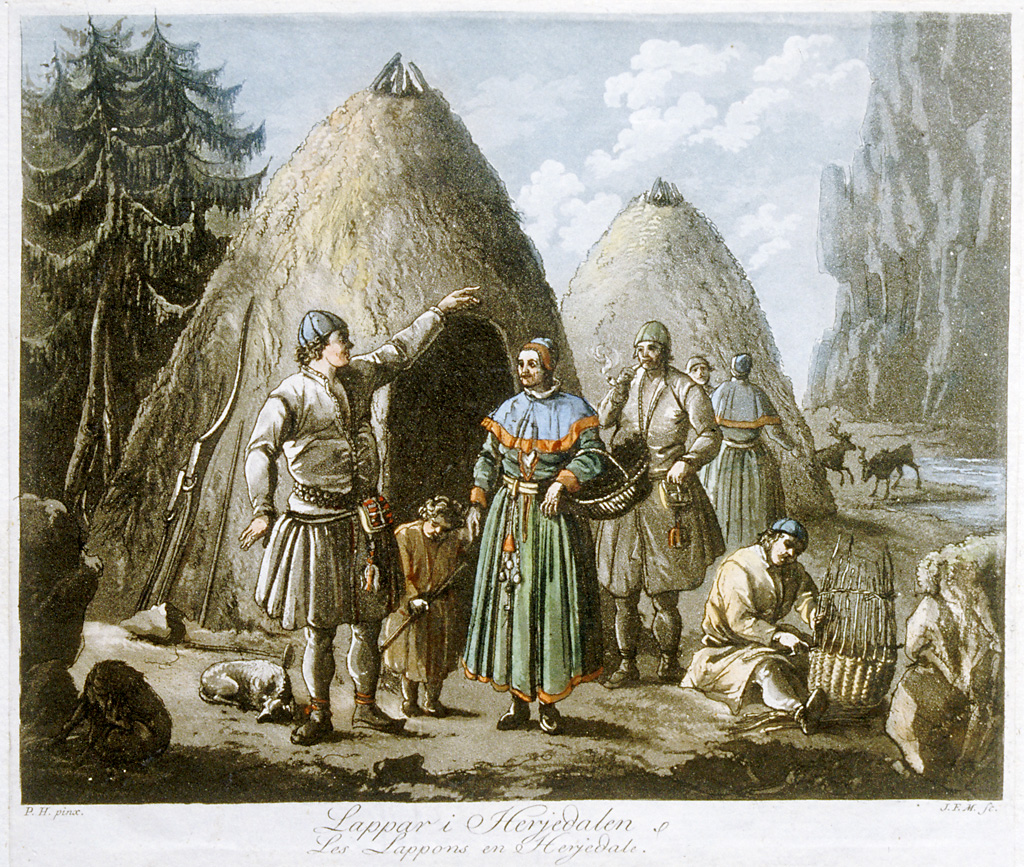
Målning av samer i Härjedalen (1790–1800).

De fem nationella minoriteterna har funnits i landet under mycket lång tid. Samerna är ett urfolk som levt i området som nu utgör Sverige sedan urminnes tider. Även tornedalingar och finsktalande personer levde i området innan Sverige bildades. Romer flyttade till Sverige senast under 1500-talet och judar senast under 1600-talet.

## Historia

### Erkännande av nationella minoriteter

Europarådets logotyp.

År 1995 undertecknades Europarådets ramkonvention om skydd för nationella minoriteter. Tre år senare trädde den ikraft och samma år satte regeringens minoritetsspråksproposition (SFS 1998/99:43) en gräns vid sekelskiftet 1900 för vad som ska anses vara långvariga historiska band. Efter ett riksdagsbeslut 1999 ratificerade Sverige Europarådets ramkonvention om skydd för nationella minoriteter år 2000. Således erkändes judar, romer, samer, sverigefinnar och tornedalingar som nationella minoriteter i Sverige. I och med detta blev också minoritetspolitik ett eget utgiftsområde i statsbudgeten. Samtidigt infördes ett förstärkt minoritetsskydd genom införandet av förvaltningsområdet för finska, förvaltningsområdet för samiska och förvaltningsområdet för meänkieli.

### Första uppföljningen
Efter tio år gjordes både nationella och internationella uppföljningar på minoritetspolitiken i Sverige. Det framkom kritik mot:
- att minoritetsskyddet endast gällde i sju kommuner i norra Sverige
- att minoriteternas inflytande begränsat
- att Sverige inte hade vidtagit tillräckliga åtgärder för att stärka minoritetsspråken

År 2009 lades propositionen Från erkännande till egenmakt – regeringens strategi för de nationella minoriteterna (prop. 2008/09:158) fram. Där framkom att man behövde:
- förtydliga den rättsliga regleringen av de nationella minoriteternas rättigheter genom en sammanhållen lag som gäller i hela landet och inte enbart i en viss region i landet
- motverka diskriminering och utsatthet
- säkerställa en bättre efterlevnad av ramkonventionen och språkstadgan och uppföljning av vidtagna åtgärder
- stärka de nationella minoriteternas egenmakt och inflytande
- främja bevarandet av de nationella minoritetsspråken.

År 2010 stärktes den svenska minoritetspolitiken genom införandet av lagen om nationella minoriteter och minoritetsspråk. Dessutom ökade antalet kommuner med förstärkt minoritetsskydd för samer, sverigefinnar och tornedalingar.

### Andra uppföljningen
Nationella och internationella uppföljningar av den 2010 införda lagändringen gjordes åren 2010–2018. Utifrån dessa uppföljningar meddelade regeringen Löfven I den 1 september 2016 att de beslutat om en översyn och analys av minoritetslagen. Översynen resulterade i propositionen En stärkt minoritetspolitik (prop. 2017/18:199). Av propositionen framgår att man skulle behålla "den samlade minoritetspolitiska strategin med tre delområden" som infördes 2010. Det framgick också att nyckelfaktorer för att kunna genomföra strategin är:   
- ett systematiskt förhållningssätt
- långsiktighet i arbetet
- de nationella minoriteternas egenmakt

Vidare framgick att "eftersom minoritetspolitiken är sektorsövergripande bör de offentliga verksamheterna sträva efter att integrera de minoritetspolitiska frågorna inom berörda sektorsområden. Frågorna bör även ses som en integrerad del av arbetet med mänskliga rättigheter." Den 1 januari 2019 infördes en lagändring som skulle genomföra detta.